# Романов, Нит Степанович
Нит Степа́нович Рома́нов (27 сентября 1871, Балаганск — 13 августа 1942, Иркутск) — историк, библиограф, библиофил, летописец Иркутска, мемуарист. Родители: чиновник полицейской управы Степан Степанович Романов (1843—1907) и мещанка Елена Павловна Мокеевская. В семье было 9 детей. После переезда в Иркутск С.С.Романов служил в губернском правлении, успешно продвигался по службе, был помощником полицмейстера и работал в полиции до конца жизни. Он имел чин надворного советника и был награжден орденом Святого Станислава III степени. Мать Нита Степанова была неграмотная (сын научил ее читать в 75 лет). С матерью Нит Степанович жил до ее смерти (в 1925 году) и оставил о ней очень теплые воспоминания.
Начиная с 18 лет, Н.Романов стал вести дневниковые записи. После окончания Иркутской военной прогимназии устроился писарем в первую полицейскую часть города. Позже (в 1913 году) он закончил библиотечные курсы при Народном университете им. А.Л.Шанявского в Москве, на которые он был командирован Иркутским городским общественным управлением. 
В феврале 1908 года состоялось заседание Библиотечного совета Иркутской городской публичной библиотеки, на котором было принято решение принять Н.Романова на должность заведующего библиотекой.
За годы работы в Иркутской городской публичной библиотеке (1908–1926) Н.С.Романов опубликовал более 50 работ по истории библиотечного, издательского дела, народного образования, иркутского летописания.  Под его руководством и непосредственном участии были подготовлены и изданы каталоги (1908–1914), раскрывающие фонд ИГПБ. В фонде редких книг библиотеки сохранился написанный им «Перечень периодических изданий», получаемых Иркутской городской публичной библиотекой. В нем дано описание периодических изданий не только вышедших из стен типографии, но и рукописных или напечатанных на пишущей машинке.
«Летописи города Иркутска» — главный труд Романова, работа над книгой заняла 32 года. Нит Романов начал ее в 1908 году, писал до 1924-го, но еще в 1940 году вносил поправки. 
С 18 октября 1926 года начался новый этап в библиотечной деятельности Н.С.Романова — служба в Научной библиотеке Иркутского государственного университета в качестве ведущего библиографа и консультанта. В это время им написаны «Воспоминания иркутянина. 1871–1933 гг.» – энциклопедия истории библиотечного и книжного дела Иркутска. 
В 1929 года Романов начинает сотрудничать с редакцией «Сибирская советская энциклопедия».
В личной библиотеке Романова было более 7000 книг, периодических изданий, фотографий, планов, карт. Его интересовало все, что относилось к истории Сибири. Особое место в библиотеке Н. С. Романова занимает религиозная литература. Он был истинно верующим человеком, с литературы духовно-нравственного содержания и начала формироваться его библиотека.
Собранная Н.С.Романовым библиотека сегодня находится в нескольких сибирских книгохранилищах и личных собраниях библиофилов.
Скончался в Иркутске 13 августа 1942 года. Похоронен в Иркутске на Лисихинском кладбище.

## Память
- Могила Нита Романова является памятником истории местного значения[2].
- В Иркутске в память о Ните Романове проходят научно-практические конференции «Романовские чтения»[3].
- Именем Нита Романова названа небольшая улица в отдалённом районе города.